# Nash Metropolitan
Nash Metropolitan är en personbil, tillverkad av Austin för Nash mellan 1954 och 1961.

## Bakgrund
Efter andra världskriget planerade Nash att bygga en småbil, mindre än den kommande Ramblern. Man byggde en prototyp baserad på mekaniken från Fiat Topolino, men saknade kapacitet att själva bygga en så liten bil. Nash kontaktade flera europeiska tillverkare, däribland Fiat och Standard Motors, för att få hjälp med tillverkningen och till slut fick man napp hos Austin.
Den självbärande karossen liknade Nash:s normalstora modeller, men i mindre skala. Motorn hämtades från Austin A40, medan resten av tekniken kom från Austin A30. Karosserna tillverkades av Fisher and Ludlow i Birmingham och skickades därifrån till Austin i Longbridge där bilen byggdes färdig. Därefter skickades bilarna över Atlanten och såldes via Nash:s återförsäljare i Nordamerika. Sedan Nash köpt upp Hudson, såldes bilen även under Hudson-namnet.

## Metropolitan
Metropolitan presenterades våren 1954. Den lilla bilen fanns i täckt och öppet utförande. Det fanns ett litet baksäte, men det rymde knappt ens små barn. Karossen saknade bagagelucka, så bagaget fick lastas inifrån kupén. Reservhjulet förvarades i ett separat utrymme utanpå karossen.
I april 1956 presenterades Metropolitan 1500. Förutom den större motorn hade bilen en ny front. Ett år senare började bilen säljas även i Europa.
1959 fick bilen äntligen en bagagelucka och reservhjulet flyttades in i bagageutrymmet. Därefter tillverkades den oförändrad fram till 1961.

## Motor
| Modell | Motor              | Cylindervolym | Effekt | Bränslesystem   |
| ------ | ------------------ | ------------- | ------ | --------------- |
| 1200   | 4-cyl radmotor ohv | 1200 cm³      | 42 hk  | Enkel förgasare |
| 1500   | 4-cyl radmotor ohv | 1489 cm³      | 47 hk  | Enkel förgasare |